# Ротари, Пьетро
Граф Пье́тро Анто́нио Рота́ри (итал. Pietro Antonio Rotari; 30 сентября 1707, Верона, Венецианская республика — 31 августа [11 сентября] 1762, Санкт-Петербург, Российская империя) — итальянский (венецианский) живописец и гравёр, выдающийся портретист стиля рококо. Учился в Вероне, работал в Венеции, Риме, Вене, Дрездене и Мюнхене; с 1756 года в качестве придворного художника жил и работал в Санкт-Петербурге, где прославился сентиментальными портретами двора императрицы Елизаветы.

## Биография
Ротари родился в одной из аристократических семей Вероны — известного в то время медика и учёного-естествоиспытателя Себастьяно Ротари (1667—1742) и его супруги Анны, урождённой Фракасси. Сначала он учился живописи только для того, чтобы просто скоротать время. В семилетнем возрасте был доверен обучению у фламандского живописца и гравёра Роберта Ауденарде. Около 1723 года юный художник перешёл в школу венецианца Антонио Балестры, «элегантного и строгого живописца, в работах которого обнаруживается удачное соединение венецианского колоризма с римским и болонским классицизмом». Вскоре Ротари стал его любимым учеником настолько, что получил задание между 1725 и 1731 годами «перевести священные изображения и мифологические сцены собственного изобретения в гравюру».
С 1728 года Пьетро Ротари работал в Риме вместе с Франческо Тревизани, изучал памятники античности. В Венеции он копировал картины Тициана и Паоло Веронезе и не мог не поддаться влиянию, а, возможно, брал уроки у выдающегося мастера Джованни Баттисты Пьяццетты. В 1731 году Ротари отправился в Неаполь к Франческо Солимене, где оставался до 1734 года. Затем он снова жил в Вероне, имел собственную мастерскую и учеников, зарекомендовал себя как художник религиозных картин.
Из ранних работ известны несколько алтарных образов для веронских церквей, картины «Св. Людовик», «Вознесение Мадонны» (обе в Падуе), «Рождество Девы Марии» (в Риме), «Благовещение» (L Annunciazione) в Гуасталле и «Рождество» в Падуе, «Четыре мученика в Вероне» (1745, Ospedale di S. Giacomo). Из дрезденских работ известны «Портрет Карла, герцога Курляндского», «Св. Иаков», «Св. Магдалина», «Бегство в Египет», «Монах»; из мюнхенских — «Прерванный сон» и «Плачущая девочка».
В 1749 году за свои заслуги Пьетро Ротари был удостоен титула графа (conte). В 1750 году Пьетро Ротари по приглашению австрийской императрицы Марии Терезии переехал в Вену, где познакомился с швейцарским художником, мастером пастели, «живописцем королей и красивых женщин» Жаном-Этьеном Лиотаром, работы которого близки французскому рококо, и испытал значительное влияние его произведений.
C 1752 года Пьетро Ротари работал в Дрездене в качестве придворного художника саксонского курфюрста и польского короля Августа III, а затем в Мюнхене. В Дрездене Ротари сблизился с членами ордена иезуитов и писал алтарные картины для Католической церкви.
После тщетных попыток получить работу в Париже, в 1756 году Ротари, получив рекомендацию И. И. Шувалова, отправился в Санкт-Петербург ко двору императрицы Елизаветы Петровны. Там он стал там придворным живописцем, и также «был в милости» у Петра III и Екатерины II.
В 1762 году Ротари был командирован в Курляндию для восстановления росписей в замках Митау и Рухенталь. Он умер в Санкт-Петербурге в августе 1762 года от запорных колик, которые тщетно пытался вылечить сам.

## Творчество Ротари в России
Вначале Ротари жил в доме Шувалова на Итальянской улице. В этом доме бывали Б. Ф. Растрелли, А. Ринальди, М. В. Ломоносов. В 1756—1757 годах Пьетро Ротари руководил собственной художественной школой, которая и переросла в «шуваловскую» Академию художеств. Более того, именно появление в Петербурге Ротари, опытного живописца и педагога, в значительной степени сделало возможным деятельность Академии художеств. У Ротари было множество русских учеников, среди них выдающиеся мастера: Ф. С. Рокотов и А. П. Антропов.
Ротари был хорошо образован и прекрасно музицировал. Он быстро приобрёл надёжных друзей и его камерные портреты вошли в моду благодаря лёгкой и комплиментарной манере письма, близкой уже сложившемуся в столице России «елизаветинскому рококо». Итальянский живописец «разработал тип камерного женского портрета в идиллически-сентиментальном стиле, близком французскому рококо, варьируя до бесконечности образ нескольких натурщиц в разных костюмах, поворотах головы и с различными атрибутами, чем предвосхищал также сентиментализм эпохи Просвещения». Художник оказался большим знатоком национальных костюмов (возможно, с помощью ориенталиста Ж.-Э. Лиотара); среди портретов есть модели в польских, венгерских, турецких, русских и других одеяниях.

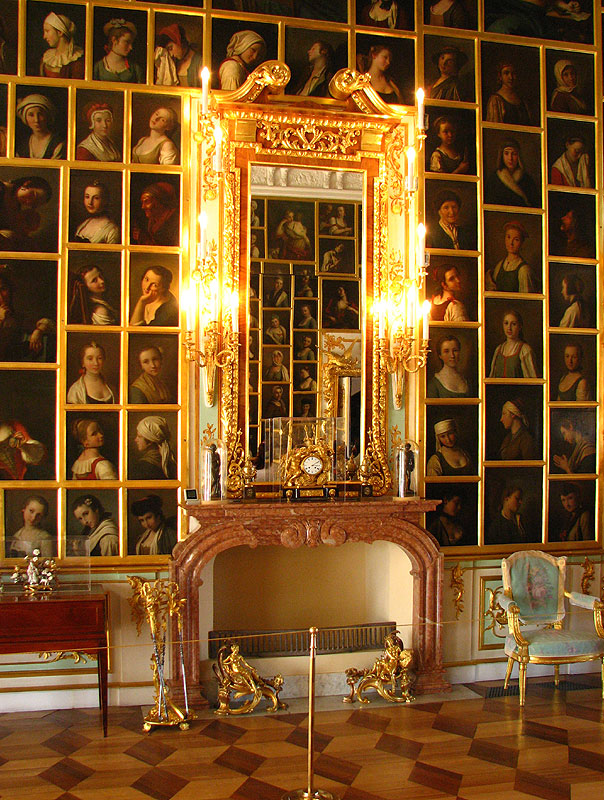
Картинный зал в Большом Петергофском дворце

Знаменитые «головки» Ротари появились не без влияния теории экспрессии, разработанной живописцем Ш. Лебреном, главой Королевской Академии живописи в Париже. Теория объясняет, каким должно быть лицо человека, охваченного тем или иным настроением. Она изложена в трактате «Метод обучать изображению страстей» (издан в 1698 году), изданном на итальянском языке в 1751 году в Венеции с посвящением переводчика самому Ротари.
Многие портреты Ротари привёз с собой в Россию, они оказали заметное влияние на творчество русских живописцев — бесконечные вариации нескольких натурщиц в разных костюмах и с различными атрибутами как иллюстрация многообразия человеческих эмоций — небольшие картины: 45,5 Х 34,5 см. Вначале они находились в Китайском дворце в Ораниенбауме (двадцать два портрета). По замыслу молодой Екатерины (в то время Великой княгини) во дворце был устроен «Кабинет Ротари»; в усадьбе Архангельское также есть «Салон Ротари». Девятнадцать картин находились в Гатчинском дворце. После смерти Ротари в 1762 году императрица Екатерина II за 14 000 рублей выкупила у вдовы художника все полотна, что оставались в его мастерской. Всего набралось около шестисот портретов. Екатерина II решила украсить «головками девушек» Ротари один из залов Большого дворца в Петергофе. В 1764 году по проекту архитектора Ж. Б. Валлен-Деламота была закончена «шпалерная» (сплошная) развеска картин в зале, получившего название «Кабинет мод и граций». Валлен-Деламот спроектировал обрамления и в окончательном варианте сократил количество портретов до 368.
Другие произведения Ротари меняли своё местонахождение, ныне они рассеяны по музеям и частным собраниям. Всего выявлено 541 произведение «круга Ротари». Пятьдесят женских портретов были подарены Елизаветой Петровной Императорской Академии художеств. Ротари также написал несколько больших исторических картин.
У Пьетро Ротари заказывали портреты многие известные люди периода царствования Елизаветы Петровны. Наиболее известны портреты:
императрицы Елизаветы Петровны в чёрной мантилье (Большой Петергофский дворец), её же поясной (Большой Екатерининский дворец), П. А. Бутурлина, графини М. А. Воронцовой (поясной), И. И. Воронцова, М. И. Воронцова, А. А. Голицыной (1759), князя А. М. Голицына (в Академии Художеств), Св. Димитрия, митрополита Ростовского (1759), три — Великой княгини Екатерины Алексеевны (будущей Екатерины II; все 1758 года; в Эрмитаже, Русском музее и музее-усадьбе «Кусково»), цесаревича Павла Петровича в раннем детстве, княгини Е. С. Куракиной, графа Г. Г. Орлова, два — графа Б. Ф. Растрелли, графини А. А. Рибопьер, два — генерал-фельдмаршала П. С. Салтыкова (1760), графа Ф. М. Санти, графа Е. В. Сиверса, графа А. С. Строганова, графа А. В. Суворова, графини В. А. Шереметевой, графа П. Б. Шереметева (оба в музее-усадьбе «Кусково»), два — И. И. Шувалова (один из них в Гатчинском дворце), князя Эстергази (там же).
Весной 2020 года в Китайский дворец Ораниенбаума после длительной реставрации вернулись четыре настенных панно Ротари и Торелли, снова украсившие Штукатурный покой дворца.
В Русском музее в Санкт-Петербурге хранятся девять картин Пьетро Ротари, из них три портрета «девушек».

## Галерея

### Мужские портреты

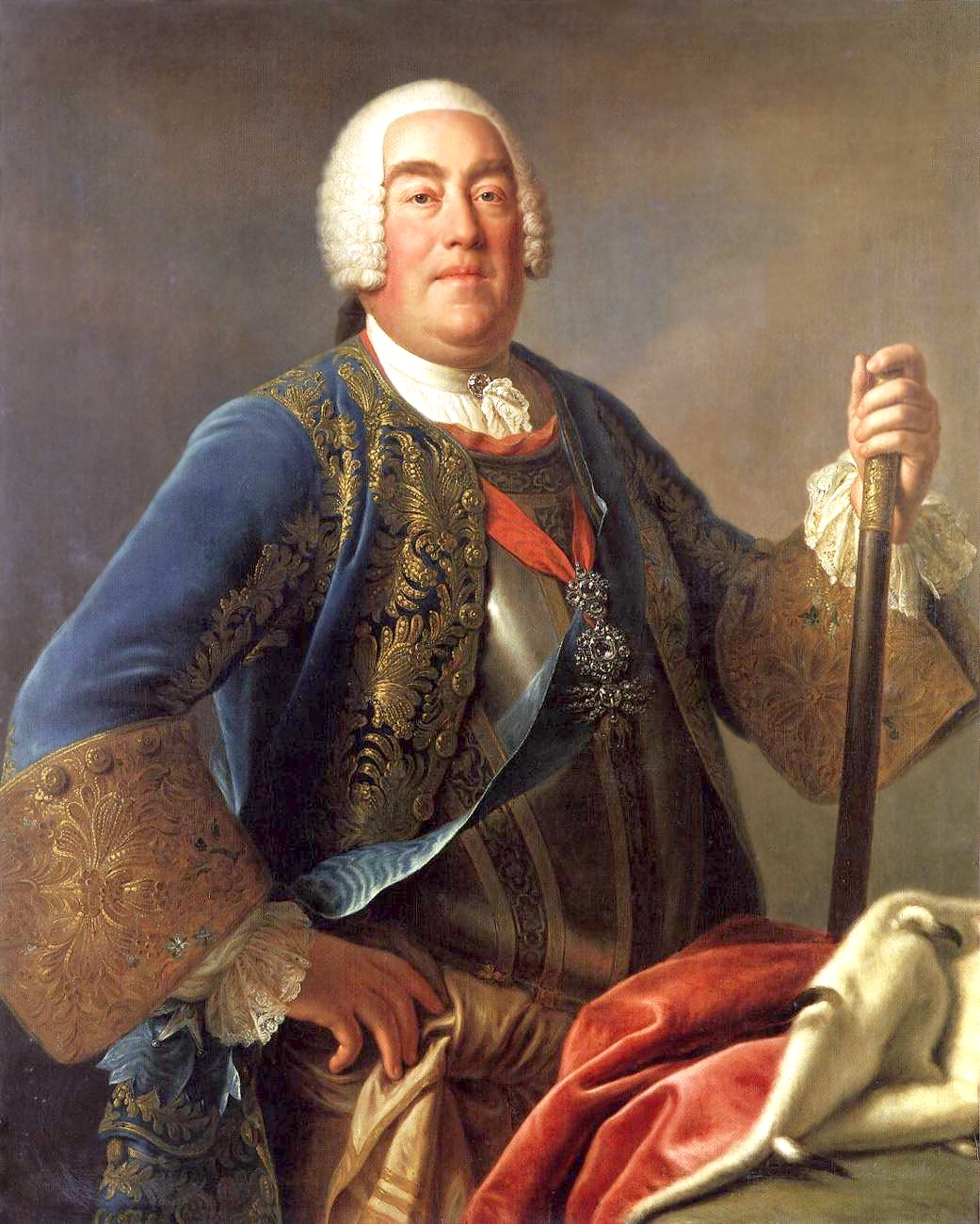
Король польский Август III. 1755. Холст, масло. Галерея Старых мастеров, Дрезден
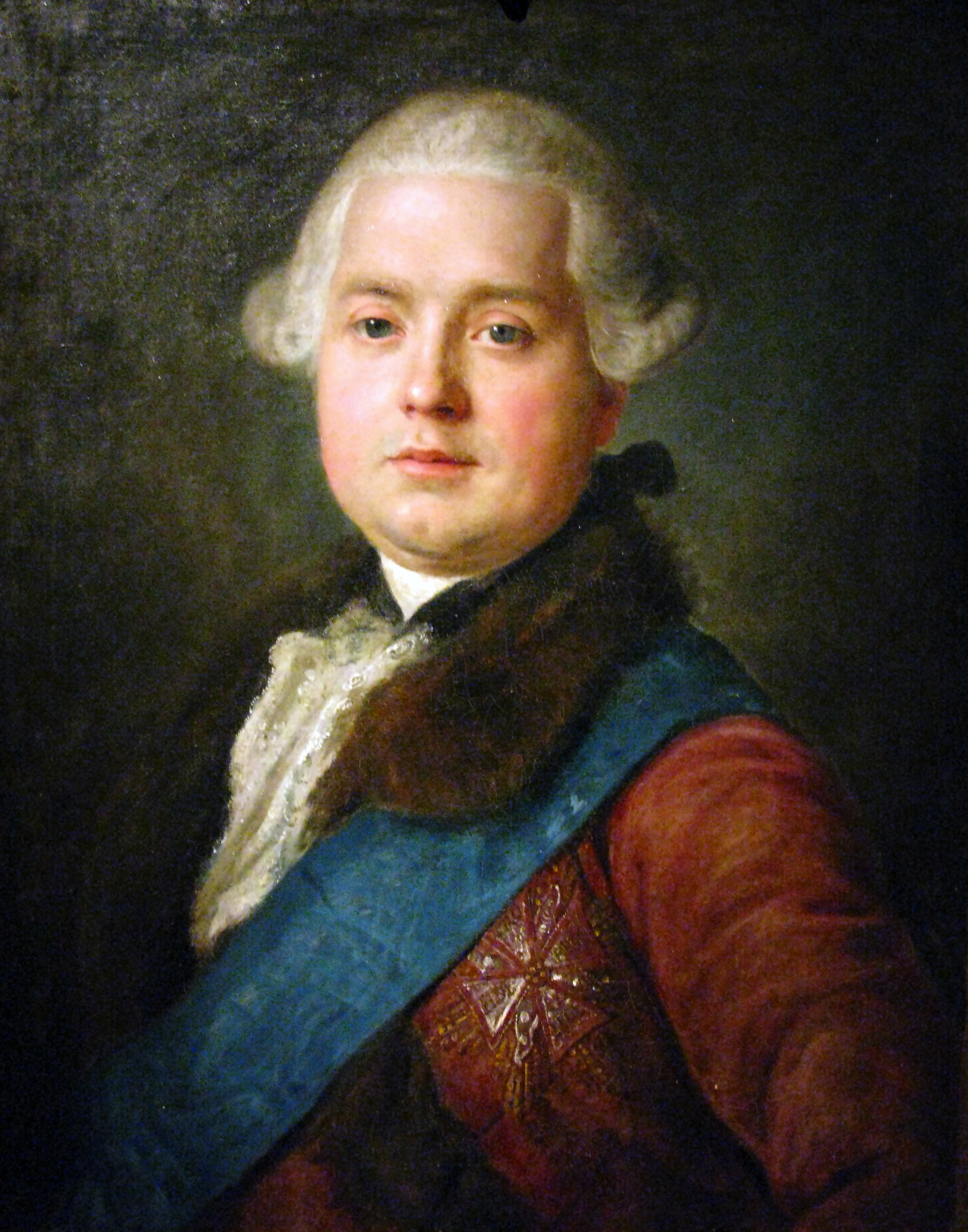
Франтишек Ржевуский. 1758. Холст, масло. Королевский дворец в Варшаве
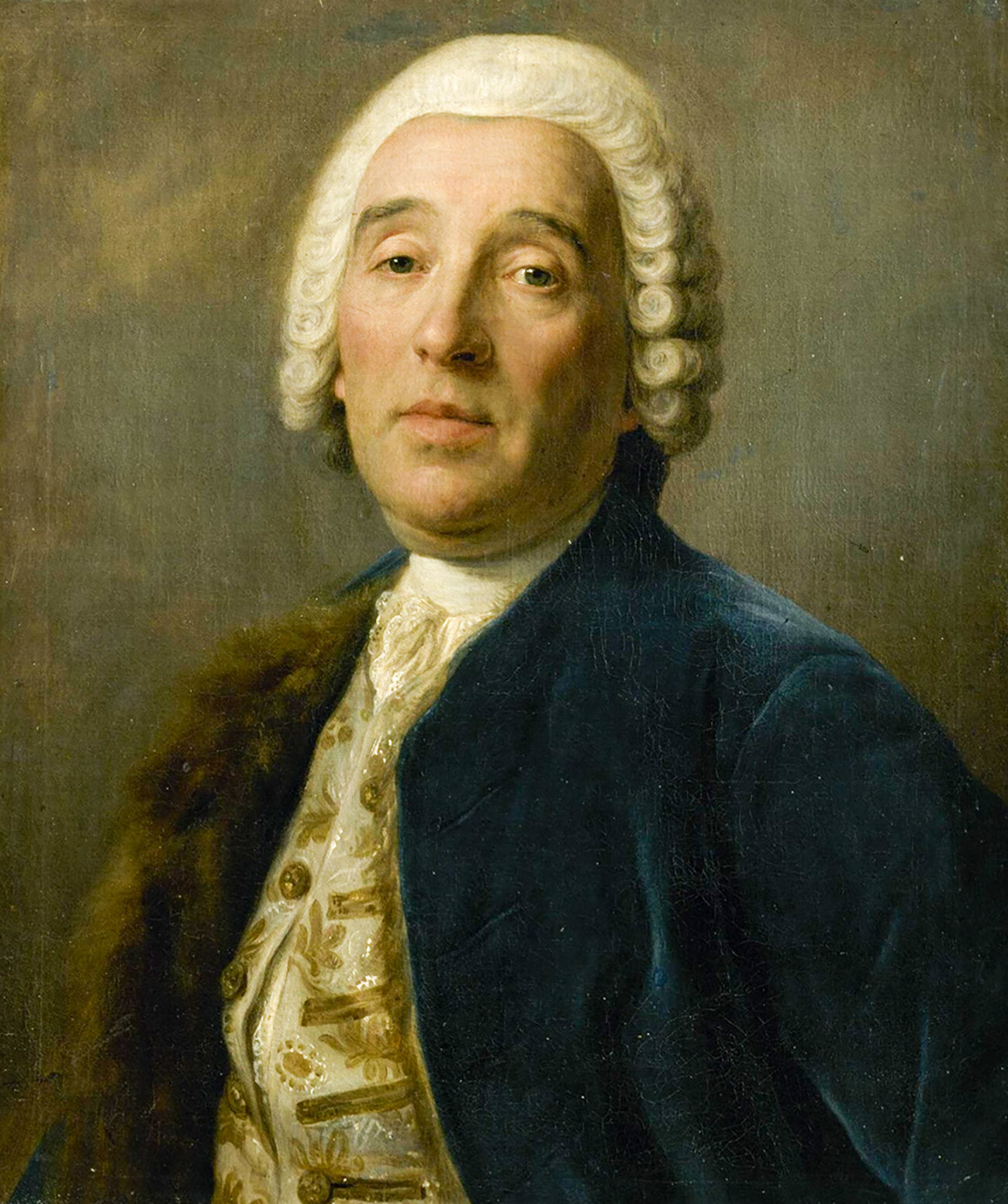
Портрет архитектора Бартоломео Растрелли. Ок. 1761. Холст, масло. Государственный Русский музей, Санкт-Петербург

### Портреты «девушек»

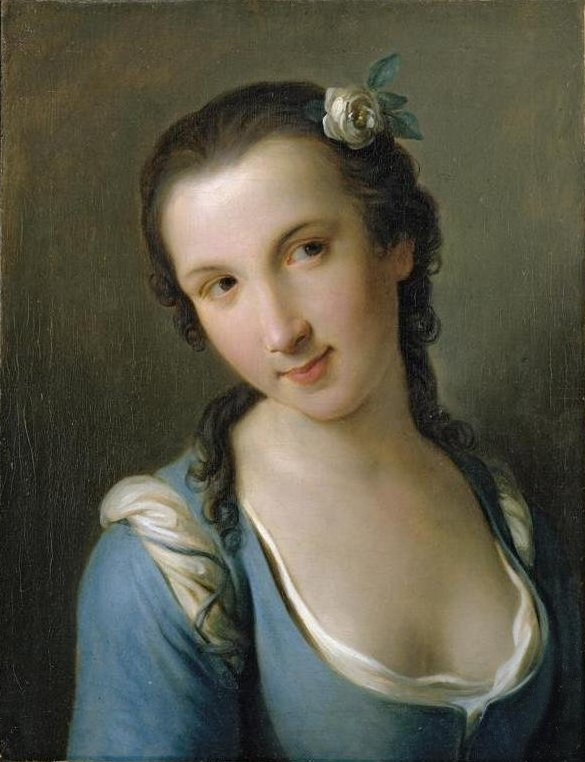
Девушка в голубом. 1755. Художественный музей Эль-Пасо, Техас, США
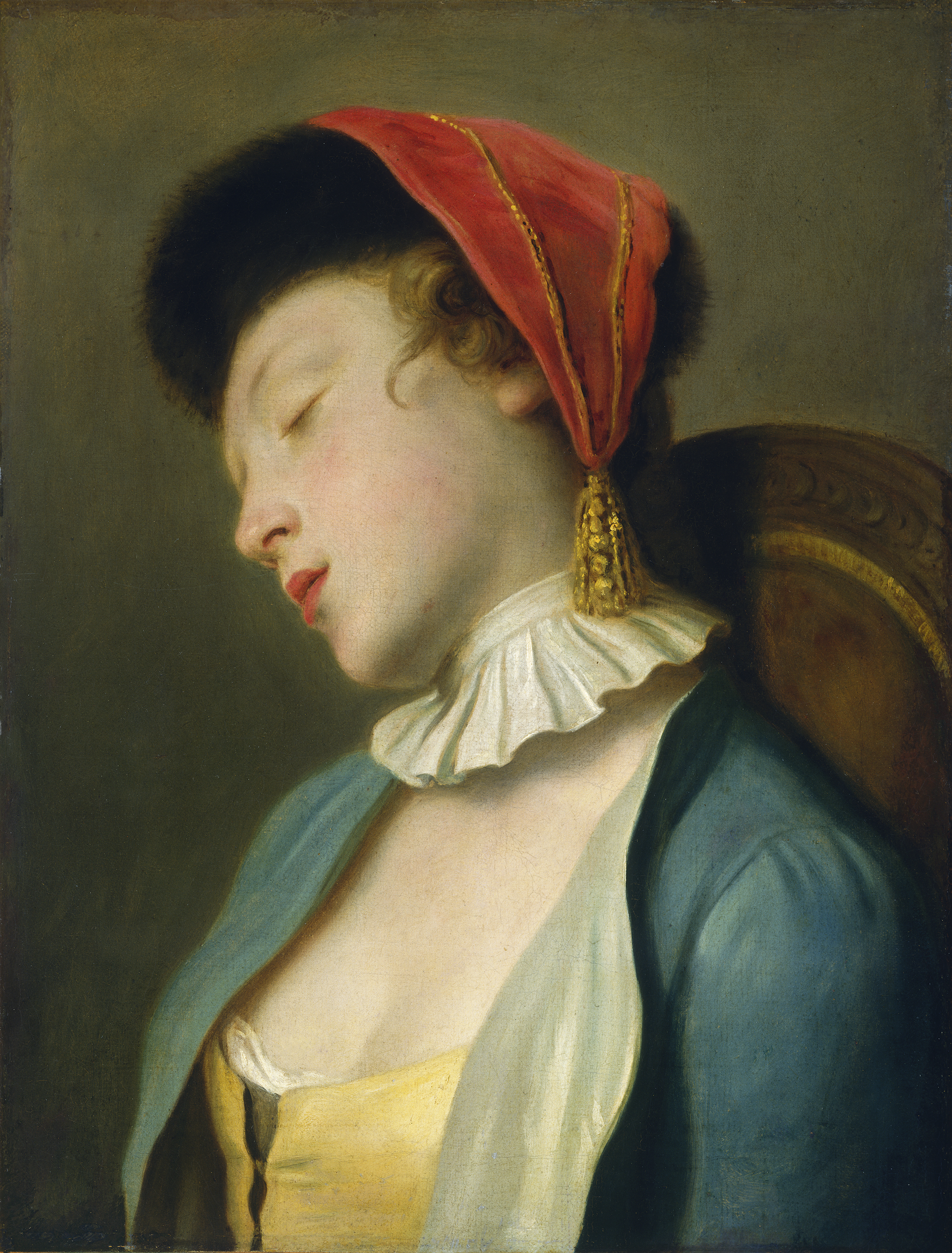
Спящая девушка. Ок. 1761. Национальная галерея искусств, Вашингтон
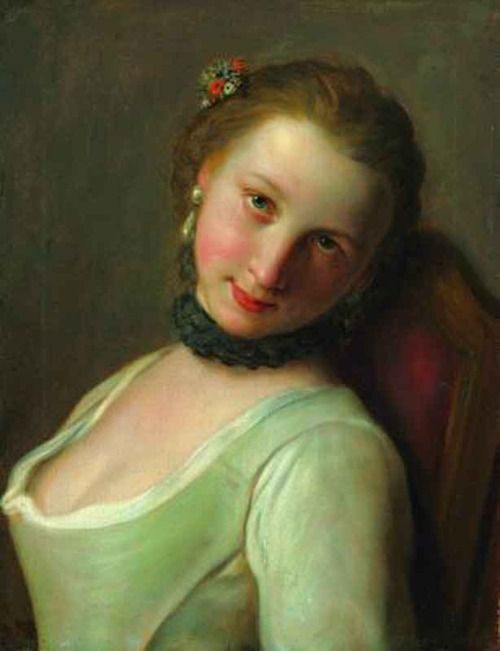
Девушка с черным воротником и цветами в волосах. Частное собрание